# Francisco de Paula Salazar Culí
Francisco de Paula Salazar Culí (Figueres, Alt Empordà, 2 d'abril de 1908 - Barcelona, 21 de desembre de 1984) fou un advocat i polític català.
Fou comissari de policia des de 1931. Per no estar al servei de la Generalitat deixà el seu destí a Girona per traslladar-se a Lugo fins que retornà, primer a Girona i després a Barcelona, com a integrant a la Delegació de l'Estat Central a Catalunya. Va ser fundador de la Falange Española de Girona l'any 1934. Es distingí pel seu paper combatent contra el moviment dels Fets del sis d'octubre de 1934 i al costat del bàndol nacional durant la Guerra Civil Espanyola, cosa que li comportà detencions i empresonaments. Va formar part dels detinguts portats al Santa Maria del Collell, però va aconseguir escapar i deslliurar-se de ser afusellat i passar-se a les files dels nacionals. Un cop acabada la guerra, ocupà diversos càrrecs oficials, a la Junta Provincial de Defensa passiva i als Jutjats Governatius de Barcelona, i actuà també com a jutge depurador al Col·legi de Farmacèutics, al mateix temps que ocupà càrrecs a la Junta Provincial d'Excaptius. Tenia domicili i bufet d'advocat al carrer de Girona de Barcelona i era assessor jurídic de la ONCE i de l'agrupació de pastissers del Foment del Treball Nacional. Va escriure els llibres Derecho de Policía: Policía administrativa (1942) i Compendio de legislación farmaceútica (1962).
L'any 1956 fou nomenat alcalde del Masnou, vila on estiuejava. Va ser alcalde del 1956 al 1972. Durant el seu mandat endegà mesures de dinamització i aproximació a la població. La seva alcaldia coincidí amb els anys del desenvolupisme econòmic que tancava el cicle de l'autarquia i obria pas a fenòmens com els corrents immigratoris, amb l'arribada de població immigrant, i el turisme. Durant el seu mandat gairebé es duplicà la població (de 5.665 a 10.567 habitants) i s'hi produí una febre constructiva d'habitatges. També s'amplià l'escola pública i se'n construïren més. Es va fundar el Museu Municipal de Nàutica del Masnou i el primer Butlletí Informatiu Municipal. Els anys seixanta es desenvolupa especialment el turisme i l'any 1967 s'inaugurà el Club Nàutic el Masnou.
Va rebre nombroses condecoracions i reconeixements. El 1963 rebé la Creu Distingida de 2a classe de l'Orde de Sant Ramon de Penyafort i l'encomana de l'Orde del Mèrit Civil. L'any 1965 ingressà com a cavaller de la Sagrat Orde Militar Constantinià de Sant Jordi i el 1968 se li concedí la Medalla d'Or de l'Orde de Cisneros. També fou distingit amb la Medalla d'Or Col·lectiva de Barcelona, la Medalla de Plata de la vila del Masnou, la Creu Blanca del Mèrit Civil i Militar, la Creu Roja del Mèrit Civil i Militar, la Creu de Guerra, la Medalla de Sufrimientos por la Patria, la Medalla de Campaña i la Medalla Vieja Guardia. El 1966 ingressà a la Real Asociación de Hidalgos de España, on fou sotspresident de la junta de Catalunya.
Es casà amb Dolores Cortada Diago, que fou presidenta d'honor de la Junta de l'Assemblea Local de la Creu Roja, i tingueren tres fills: Dolores, Alberto i Encarnación.